# داي فوجيموتو
داي فوجيموتو (باليابانية: 藤本 大) (مواليد 2 مايو 1990)، هو لاعب كرة قدم ياباني سابق كان يلعب كمدافع.

## وصلات خارجية
- داي فوجيموتو على موقع رابطة كرة القدم اليابانية للمحترفين (اليابانية)
- داي فوجيموتو على موقع قاعدة بيانات كرة القدم.إي يو (الإنجليزية)
- داي فوجيموتو على موقع Soccerway.com (الإنجليزية)
- داي فوجيموتو على موقع عالم كرة القدم.نت (الإنجليزية)